# Serra Leoa nos Jogos Olímpicos de Verão de 1984
A Serra Leoa competiu nos Jogos Olímpicos de Verão de 1984 em Los Angeles, Estados Unidos.

## Resultados por Evento

### Atletismo
100 m feminino
- Eugenia Osh-Williams
  - Primeira Eliminatória — 12.83s (→ não avançou)

## Boxe
Peso Médio-Ligeiro(– 71 kg)
- Israel Cole
  - Primeira Rodada – Bye
  - Segunda Rodada – Derrotou Victor Claudio (PUR), RSC-1
  - Terceira Rodada – Derrotou Elone Lutui (TNG), RSCH-2
  - Quartas-de-final – Perdeu para Christophe Tiozzo (FRA), 0:5

Peso Pesado (– 91 kg)
- Egerton Forster
  - Primeira Rodada – Bye
  - Segunda Rodada – Perdeu para Arnold Vanderlyde (NED), 1:4